# Mixomelia duplexa
Mixomelia duplexa är en fjärilsart som beskrevs av Moore 1882. Mixomelia duplexa ingår i släktet Mixomelia och familjen nattflyn. Inga underarter finns listade i Catalogue of Life.